# BioCity Esbjerg
BioCity Esbjerg er en tidligere biograf i Esbjerg. Biografen skiftede for år tilbage navn til Nordisk Film Biografer Esbjerg, da Nordisk Film valgte at ensarte navnestrukturen på deres biografer. 
Biografen var tidligere beliggende på Gl. Vardevej i Esbjerg, hvor den udgjorde Syddanmarks og Vestjyllands største biograf. Alle sale i biografen vardigitaliseret og havde installeret 4K og 2K projektorer og havde opgraderet lyd i sal 1 med Dolby Surround 7.1. Den var Syddanmarks og Vestjyllands største biograf.
Biografen lukkede i foråret 2019 og har nu til huse i Broen Esbjerg under navnet Nordisk Film Biografer Esbjerg Broen.
55°28′01″N 8°27′35″Ø / 55.467°N 8.45962°Ø